# Frontispis

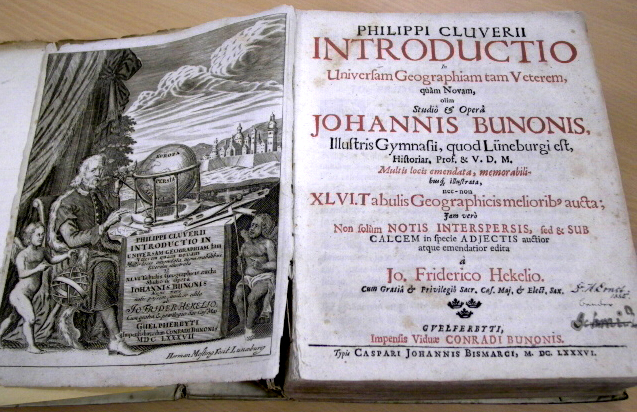
Frontispis a titulní list knihy Introductio in Geographiam Universam P. Clüvera, 1686

Frontispis nebo frontispice (franc. „čelní strana“, z lat. frontispicium – frons: čelo, spicere: hledět) je protějšek titulní strany, často s nějakou ilustrací. Následuje obvykle po patitulu (první straně) a je vytištěn na jeho rubu. Řadí se tedy mezi tištěné části knihy. Vpravo vedle frontispisu je titulní list knihy.
Frontispis vznikl v počátcích knihtisku, v 17. století nesl často rytinu a později obrázek. V současnosti bývá frontispis prázdný, ale mohou na něm být i informace o autorovi, o nakladateli a pod. V bibliofilských tiscích bývá využit pro grafiku.